# Alizé Meurisse
 (septembre 2011).
Si vous disposez d'ouvrages ou d'articles de référence ou si vous connaissez des sites web de qualité traitant du thème abordé ici, merci de compléter l'article en donnant les références utiles à sa vérifiabilité et en les liant à la section « Notes et références ».
Alizé Meurisse est une écrivaine, artiste peintre et photographe  française, née le 3 mars 1986.

## Biographie
Alizé Meurisse a grandi à Paris et fréquenté l'École alsacienne puis le lycée Fénelon. Elle est ensuite partie vivre à Londres. Pendant cette période, elle a principalement photographié le groupe rock des Babyshambles, mais aussi le groupe de rock français Second Sex - dans lequel joue son frère  - pour lequel elle a réalisé le clip de la chanson J'ai couché avec le diable. Artiste peintre, elle a illustré les albums des Babyshambles et Grace/Wasteland, son album solo sorti en 2009. En avril 2010, elle inaugurait sa première exposition de toiles à Paris. Elle a été sélectionnée pour le prix de Flore en 2007 pour son premier roman Pâle Sang bleu. Elle réalise également des dessins pour illustrer les albums de Pete Doherty. Son deuxième roman, Roman à Clefs, est paru début 2010. Son roman Neverdays ("mélange entre Glamorama et La Métamorphose") est sorti en août 2013. Son quatrième roman, Ataraxia, paraît le 4 janvier 2017 aux éditions Léo Scheer.

## Publications
- Neverdays, Paris, Allia, 2013, 192 p. (ISBN 978-2-84485-696-8)
- Listen to your heart, 2014, 54 p.[4]
- Pâle Sang bleu, Paris, Allia, 2007, 2e éd., 144 p. (ISBN 978-2-84485-249-6)
- Roman à clefs, Paris, Allia, 2010, 128 p. (ISBN 978-2-84485-334-9)
- Pen Knife, Paris, Allia, 2011, 48 p.
- Ataraxia, Éditions Léo Scheer, 2017.